# Lintong Julu
Lintong Julu is een bestuurslaag in het regentschap Toba Samosir van de provincie Noord-Sumatra, Indonesië. Lintong Julu telt 1290 inwoners (volkstelling 2010).